# Gladiolus illyricus
Espèce
Le Glaïeul d'Illyrie (Gladiolus illyricus) est une plante vivace du genre Gladiolus et de la famille des Iridaceae. Elle pousse en Europe et plus particulièrement sur le pourtour méditerranéen.

## Synonyme
- Gladiolus communis subsp. illyricus (W.D.J.Koch) Bonnier & Layens

## Distribution
En Grande-Bretagne, une petite population est connue dans la région de New Forest. Williamson suggère que cette population pourrait être introduite,.
Il est devenu une espèce protégée au Royaume-Uni en 1975 en vertu de la loi sur la conservation des créatures sauvages et des plantes sauvages.

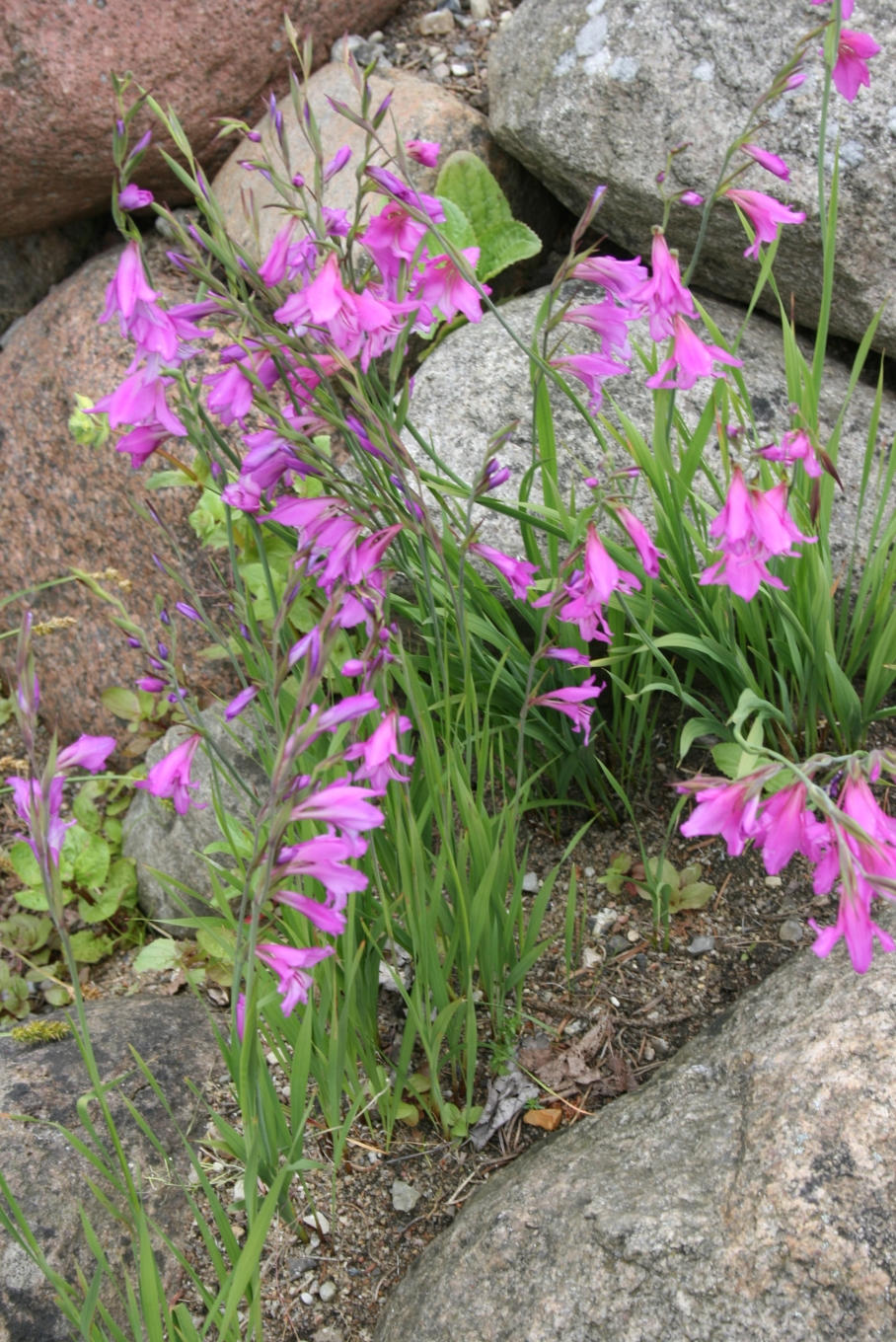
Gladiolus illyricus au jardin botanique d'Aarhus, Danemark.
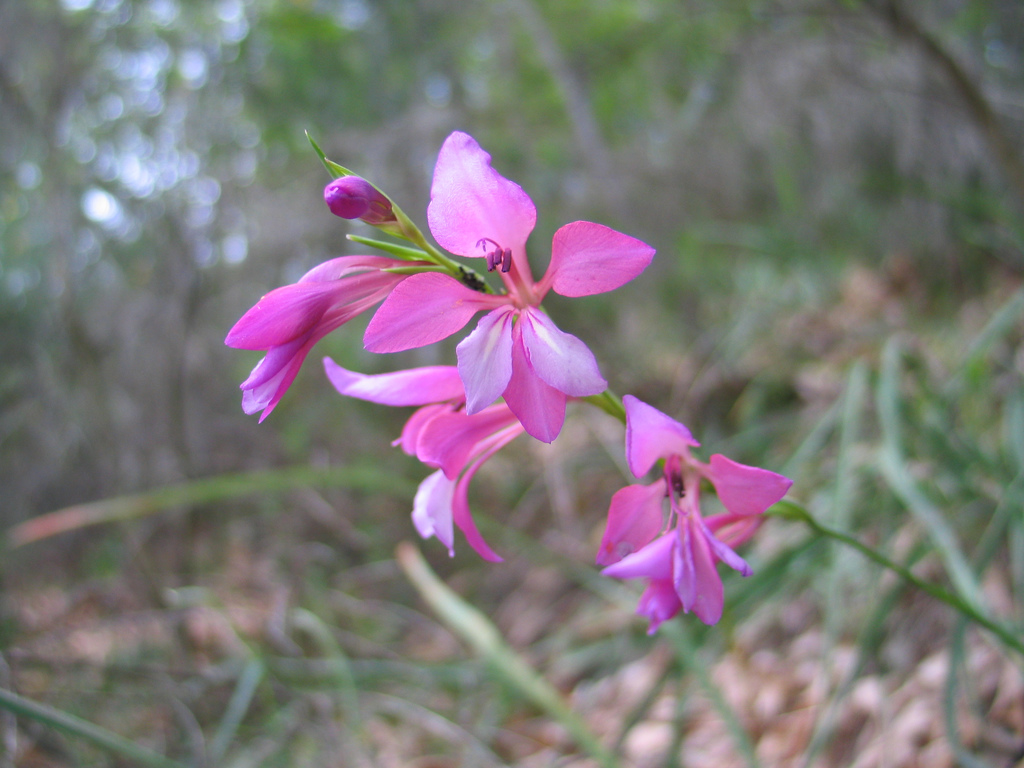
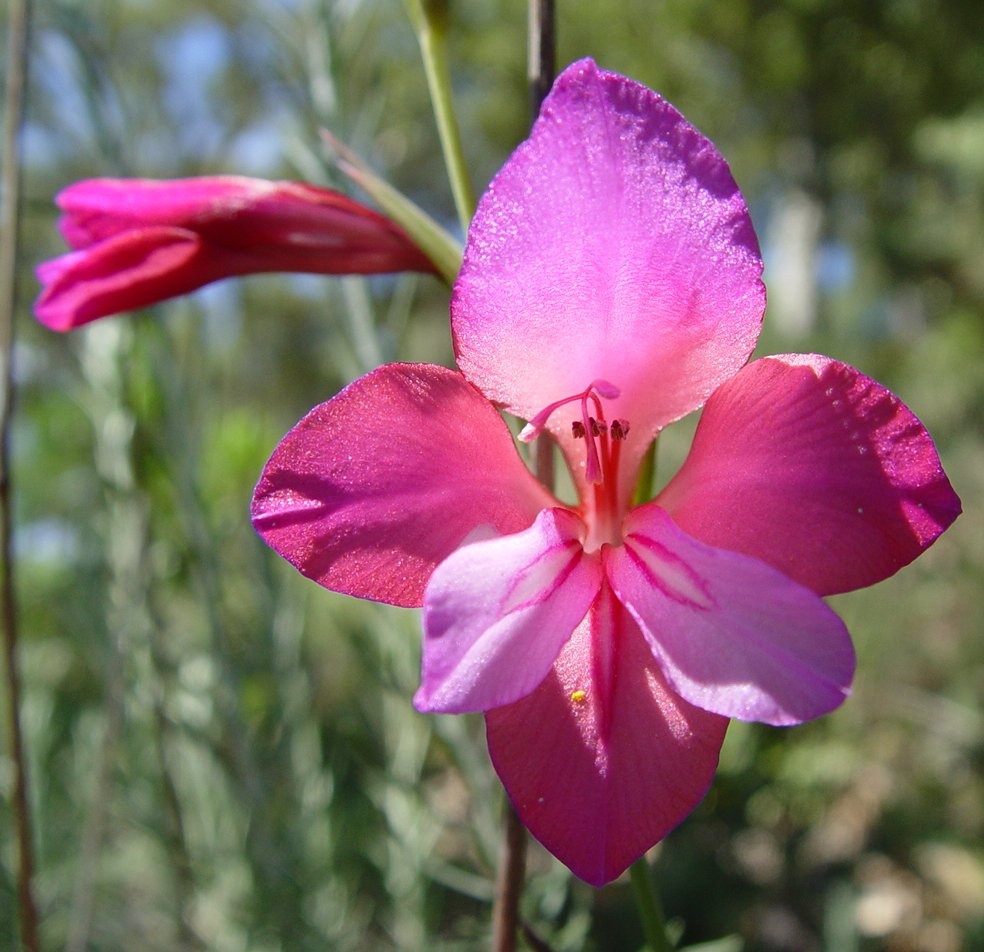
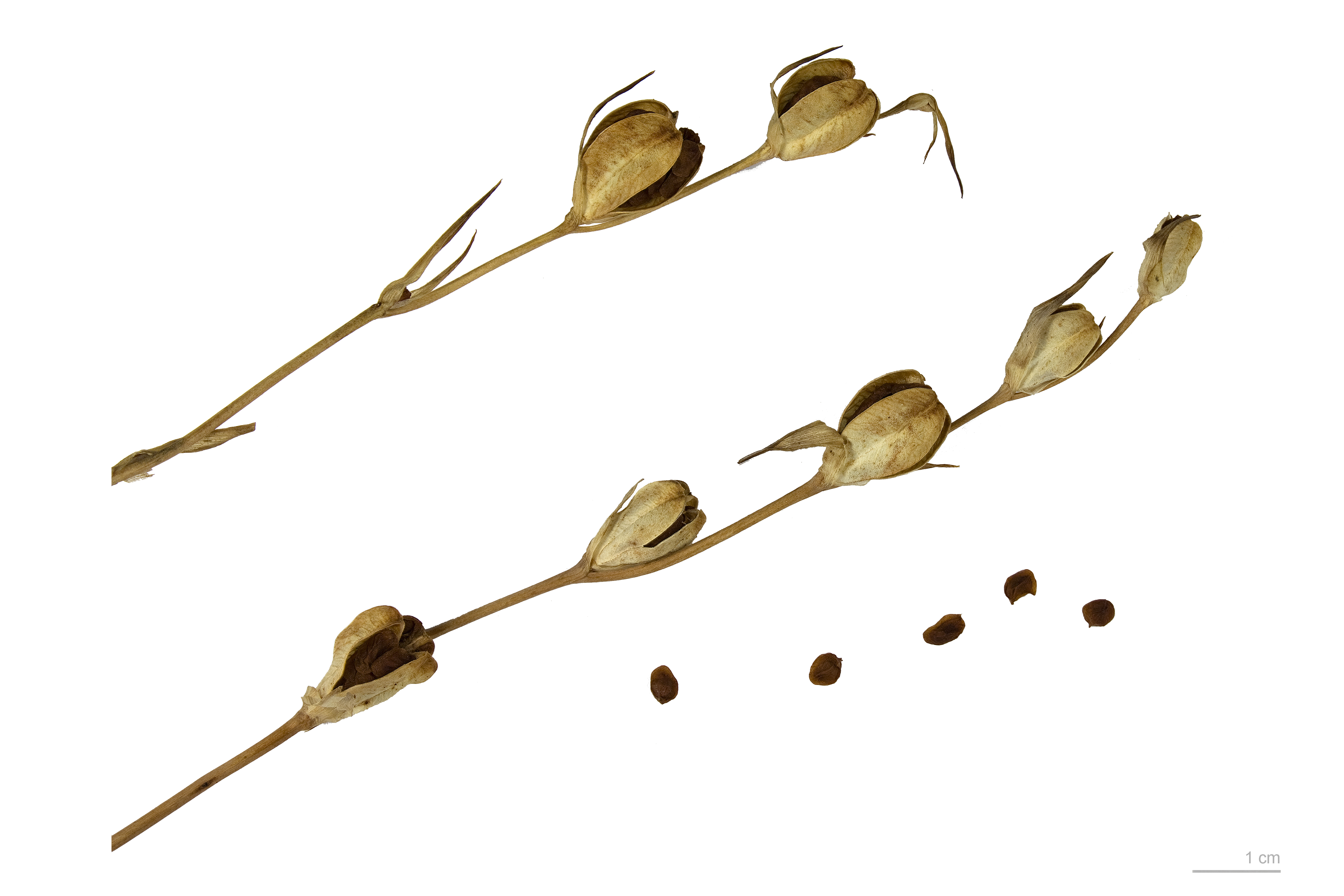
Gladiolus illyricus fruits séchés et graines Muséum de Toulouse